# Teatr Rozmaitości w Radomiu
Teatr Rozmaitości w Radomiu – pierwszy teatr, który powstał w Radomiu (1809). Siedzibą instytucji stał się przebudowany, dawny kościół benedyktynów. Od 1818 radomską sceną opiekowało się Radomskie Towarzystwo Dobroczynności. W 1839 scena teatralna przeniosła się do gmachu Resursy Obywatelskiej.
Po przerwie spowodowanej działaniami wojennymi w tymże gmachu reaktywowano działalność teatralną. Odtworzona scena otrzymała w 1922 nazwę "Teatr Rozmaitości". Już rok później obiekt przeszedł gruntowny remont, w toku którego zainstalowano nową kurtynę i dekoracje. Dalsze prace objęły budowę instalacji centralnego ogrzewania oraz czteropiętrowej sceny z zapadniami w podłodze. W radomskim teatrze gościły renomowane zespoły – m.in. Teatru Narodowego i Teatru Wielkiego w Warszawie.
Od 1931 na krótko dyrektorem Teatru Rozmaitości w Radomiu został Juliusz Osterwa.
Obecnie tradycje Teatru Rozmaitości kontynuuje Teatr Powszechny im. Jana Kochanowskiego.

## Literatura
- Sebastian Piątkowski, Radom – zarys dziejów miasta, Radom 2000, ISBN 83-914912-0-X.